# Loongson
A Loongson (kínai: 龙芯, magyaros kiejtéssel: lunghszin, szó szerinti fordításban: „sárkánymag”) egy általános célú MIPS mikroprocesszorcsalád, a későbbi modellek hardveresen gyorsított x86 végrehajtással is rendelkeznek. A processzort a Kínai Népköztársaság Tudományegyetemén fejlesztették ki, eredeti nevén Godson névre hallgatott. A processzor tervezésében részt vett még az BLX IC tervezővállalat, ők elsősorban a 64 bites támogatásra fókuszáltak. A processzorokat az STMicroelectronics gyártja.

## Loongson 1
Az első változat 32 bites, 266 MHz-es órajelre képes processzor volt, 0,18 nm-es gyártástechnológiával készült, 16 KiB L1 cache jellemzi. Az FPU-ja 200 megaFLOPs-os elméleti teljesítményre képes. Beágyazott rendszerekbe szánták.

## Loongson 2
A Loongson 2 processzorgeneráció már 64 bites támogatással is rendelkezik, 500 MHz-es órajelen jár.

### Loongson 2E

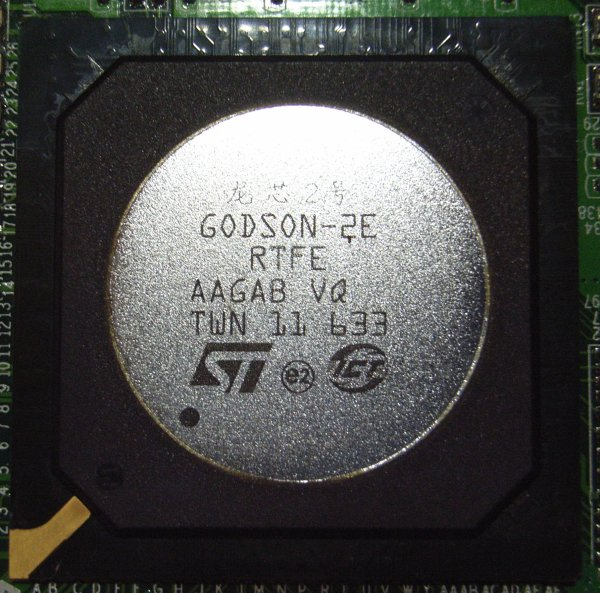
Loongson 2E

A Loongson 2 magasabb órajelű változata.
- Szuperskalár processzor, soronkívüli végrehajtással
- MIPS III kompatibilis
- 5 futószalag, amiből kettő csak ALU, kettő lebegőpontos, egy pedig címfordító-egységként funkcionálhat
- SIMD egység
- 128 KiB L1 cache
- 512 KiB L2 cache
- DDR memóriavezérlő
- 7 W fogyasztás 1 GHz-en

### Loongson 2F
A chipet frissítették a DDR2 memória támogatása céljából, és finomítottak a fogyasztáson, ami immáron 4W 1 GHz-en.

### Loongson 2G
A chipet felkészítették az x86-os utasítások részben hardveres végrehajtására.
- 65 nm-es gyártástechnológia
- 100 millió tranzisztor 60 mm2-es csipfelületen
- Hardveresen gyorsított x86 végrehajtás
- 1 MiB L2 cache
- DDR3 memóriavezérlő

### Loongson 2H
A processzor egy integrált 3D grafikus chipet kap, amely képes HD videók lejátszásának gyorsítására is. PCI-E 2.0 vezérlővel is ellátják.

## Loongson 3
A processzorból két változat jelent meg, egy 4 magos és egy 8 magos változat. Az első fogyasztása 15 W, a második pedig 40 W-ot fogyaszt, tehát a kétszer több mag 2,7-szeres teljesítményfelvétellel jár.

### Loongson 3B

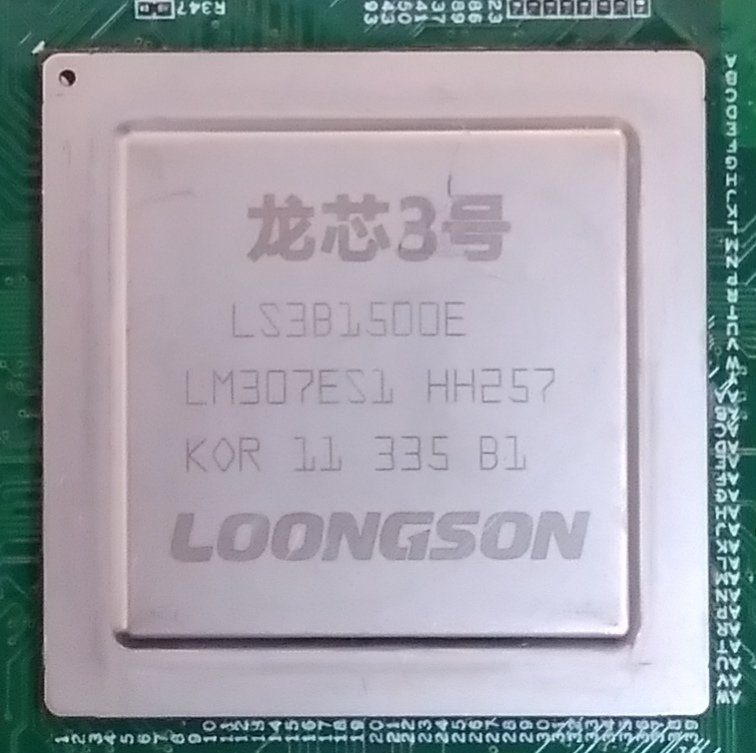

A processzort 32 nm-es gyártástechnológiára tervezték át, 6 és 8 magos kivitelben dobják piacra. A második változat 28 nm-es gyártástechnológiával került piacra. 1,2 és 1,5 GHz-es változatok érhetők el ebből a modellből, az elméleti teljesítménye 192 gigaflops. Megjelenik az L3 cache, amelynek mérete 8 MiB.

### Hardveresen gyorsított x86 támogatás
A Loongsoon3 processzor 200 új utasítást támogat, amelyek nagy része az x86 utasítások hardveres emulációját hivatott elősegíteni. Az utasítások a teljes chipméret 5%-át emésztik fel, de az x86 végrehajtás hatékonyságát közel 70%-osra tornásszák fel. A hardveresen gyorsított x86 végrehajtás a QEMU nevű emulátor megfelelően lefordított változatát használva érhető el. A processzor teljesítménye az x86 utasításkészletet emulálva a gyakorlatban egy hasonló felépítésű Intel Atom processzor körül van.

### Szerverek
Szerverekbe is elérhető egy 64 magos, 32 bites Loongson processzorgeneráció.

## Specifikációk
| Név                      | Modell   | Órajel [MHz] | Architektúra verzió | Év    | Magok | Csíkszélesség [nm] | Tranzisztorok [millions] | Méret [mm²] | Fogyasztás [W] | Feszültség [V] | L1 Dcache [k] | L1 Icache [k] | L2 cache [k] | Teljesítmény [ SPECCPU2000] |
| ------------------------ | -------- | ------------ | ------------------- | ----- | ----- | ------------------ | ------------------------ | ----------- | -------------- | -------------- | ------------- | ------------- | ------------ | --------------------------- |
| Godson-1 beágyazott CPU) | 1        | 266          | MIPS32              | 2002  | 1     | 180                | 4                        | ?           | 1              | ?              | 8             | 8             | nincs        | 19/25                       |
| Godson-1 beágyazott CPU) | 1A       | 300          | MIPS32              | 2011? | 1     | 130                |                          | 529         | 1              |                | 16            | 16            | nincs        |                             |
| Godson-1 beágyazott CPU) | 1B       | 200          | MIPS32              | 2011  | 1     | 130                |                          | 289         | <0.5           |                | 8             | 8             | nincs        |                             |
| Godson-2 (egy magos)     | 2B       | 250          | MIPS-III 64-bit     | 2003  | 1     | 180                | ?                        | ?           | ?              | ?              | 32            | 32            | nincs        | 52/58                       |
| Godson-2 (egy magos)     | 2C       | 450          | MIPS-III 64-bit     | 2004  | 1     | 180                | 13.5                     | 41.5        | ?              | ?              | 64            | 64            | nincs        | 159/114                     |
| Godson-2 (egy magos)     | STLS2E   | 1000         | MIPS-III 64-bit     | 2006  | 1     | 90                 | 47                       | 36          | 7              | 1.2            | 64            | 64            | 512          | 503/503                     |
| Godson-2 (egy magos)     | STLS2F   | 1200         | MIPS-III 64-bit     | 2007  | 1     | 90                 | 51                       | 43          | 5              | 1.2            | 64            | 64            | 512          |                             |
| Godson-2 (egy magos)     | L2G      | 900–1000     | MIPS64              | 2010  | 1     | 65                 | 100                      | 60          | <4             | 1.1?           | 64            | 64            | 1024         | ?                           |
| Godson-2 (egy magos)     | L2H?     | 1000         | MIPS64              | 2011  | 1     | 65                 |                          |             | 4              | 1.1?           | 64            | 64            | 512          | ?                           |
| Godson-3 (több magos)    | L3A/L2GQ | 1000         | MIPS64              | 2009+ | 4     | 65                 | 425+                     | 174.5       | <15            | 1.1            | 64×4          | 64×4          | 4096         | 568/788                     |
| Godson-3 (több magos)    | L3B      | 1050         | MIPS64              | 2011? | 8     | 65                 | 582.6?                   | 299.8?      | <50            | ?              | 64×8?         | 64×8?         | 4096         | ?                           |
| Godson-3 (több magos)    | L3C?     | 1500+        | MIPS64              | 2012? | 16    | 28                 | 685                      | ?           | 20             | ?              | ?             | ?             | ?            | ?                           |
| Godson-T (több magos)    | Godson-T | 1000         | MIPS32              | ?     | 64    | 28?                | ?                        | ?           | ?              | ?              | 32×64         | 16×64         | 256×16       | ?                           |